# Двойная игра (Родина)
«Двойная игра» (англ. «Two Hats») — девятый эпизод второго сезона американского драматического телесериала «Родина», и 21-й во всём сериале. Премьера состоялась на канале Showtime 25 ноября 2012 года.

## Сюжет
Кэрри (Клэр Дэйнс), Сол (Мэнди Патинкин), Куинн (Руперт Френд) и Эстес (Дэвид Хэрвуд) решают что делать теперь, когда от Броуди (Дэмиэн Льюис) нет вестей уже 12 часов. Они решают задержать Ройю Хаммад (Зулейка Робинсон), но их планы меняются, когда Кэрри получает звонок от Броуди. Броуди отчаянно просит Кэрри отправить семью в безопасное место немедленно. Кэрри решает отправить Майка (Диего Клаттенхофф), забрать семью Броуди, чтобы не вызывать подозрений. Майк привозит Джессику (Морена Баккарин), Дану (Морган Сэйлор) и Криса (Джексон Пэйс) в убежище ЦРУ и остаётся с ними.
Осмотрев квартиру Куинна, Вёрджил (Дэвид Марчиано) и Макс (Мори Стерлинг) сообщают Солу о своих выводах. Они нашли ловушки от проникновения по всей квартире, и что он готов уйти в любой момент. Они также нашли набор для чистки винтовки и фотографию женщины с ребёнком. Сол выслеживает женщину, офицера полиции в Филадельфии (Даниэлла Пинеда), и говорит с ней, выдавая себя за сотрудника налоговой службы. Сол подтверждает, что она является отчуждённой матерью ребёнка Куинна.
На допросе ЦРУ, Броуди сообщает, что его доставили к Абу Назиру (Навид Негабан), который сейчас находится в США. Он продолжает утверждать, что Назир сделал завуалированную угрозу семье Броуди, и что Назир планирует атаку на мероприятие по возвращению на родину, где ведущим будет вице-президент Уолден (Джейми Шеридан), где 300 солдатов спецотряда должны будут воссоединиться со своими семьями. Задание Броуди заключается в том, что он должен убедить Уолдена позволить одному журналисту, Ройе Хаммад, осветить событие.
Дана, ещё более разочарованная своим отцом и трудностями, которые он принёс в свою семью. Она говорит Майку, что ей иногда хочется, чтобы её отец никогда не вернулся с войны. Майк пытается объяснить ей, что каждый, кто был на войне, возвращается с «раной», включая его самого.
Куинн встречается с человеком в пустом автобусе. Макс, который следовал за Куинном, делает несколько снимков встречи. Когда Сол видит фотографии, он идентифицирует связного Куинна как Дара Адала (Ф. Мюррей Абрахам), человека, которого Сол знал 18 лет назад, который руководил секретными операциями в Найроби. Вёрджил отмечает, что если Куинн доносит сведения до Дара Адала, то его функциональные обязанности далеки от «аналитика», которым он должен быть.
Поздно вечером в убежище, Джессика пробирается в комнату Майка и занимается с ним сексом. На следующий день, Броуди звонит своей семье, чтобы проверить их, разговаривая с Крисом и Джессикой, но Дана отказывается говорить с ним.
В день возвращения на родину, ЦРУ выследило Ройю Хаммад и её команду репортёров в ресторане. Вернувшись в штаб, Куинн уходит по сообщению от Эстеса. Сол спрашивает Эстеса, куда идёт Куинн. Эстес объясняет, что сегодня Куинн будет «вести связь с ФБР», и Сол спрашивает, почему это задание назначено аналитику. Пока Ройя и её команда репортёров едят в ресторане, подъезжает внедорожник к фургону Ройи. Четверо людей Абу Назира вылезают из фургона, включая «вооруженного человека» (MM), который вёл атаку на магазин портного в Геттисберге (в исполнении Мидо Хамады), в то время как один остаётся внутри, скрытый тонированными окнами. Они вытаскивают некоторые камерные батареи из фургона новостей и заменяют их похожими на вид, но гораздо тяжелее. Когда Кэрри замечает это, дают приказ выдвигаться, и террористов успешно захватывают.
Пока это происходит, Куинн подъезжает на лимузине к дому Броуди, чтобы отвезти его к месту возвращения на родину. Пока он ждёт, Куинн вытаскивает пистолет с глушителем из бардачка и готовится убить Броуди. Но когда Кэрри подтверждает, что мужчина во внедорожнике не был Абу Назиром, Эстес приказывает Куинну «отставить» и что «он ещё нужен.»

## Производство
Сценарий к эпизоду написал исполнительный продюсер Александр Кэри, а режиссёром стал Дэн Аттиас.

## Реакция

### Рейтинги
Во время оригинального показа, эпизод посмотрели 2.02 миллиона зрителей, что стало ростом по сравнению с предыдущим эпизодом.

### Реакция критиков
Майкл Хоган из «The Huffington Post» высоко похвалил эпизод, сказав: «В „Двойной игре“, пожалуй лучшим эпизодом на данный момент, сценаристы свалили интригу на вершину интриги».
Наоборот, Уилла Паскин из «Salon» описала его как «самый скучный эпизод сезона, с сюжетом и персонажами, обманутыми одним за другим, но оставляя нас, пока, только с ложным выпадом.»